# Liste du patrimoine immobilier classé de Fleurus
Cette page regroupe l'ensemble du patrimoine immobilier classé de la ville belge de Fleurus.
| Objet                                                               | Année de construction / Architecte | Adresse        | Section communale | Coordonnées                      | Numéro d’inventaire | Illustration                                        |
| ------------------------------------------------------------------- | ---------------------------------- | -------------- | ----------------- | -------------------------------- | ------------------- | --------------------------------------------------- |
| L'église Saint-Barthélemy, à l'exclusion de la tour                 |                                    |                | Heppignies        | 50° 29′ 06″ nord, 4° 29′ 34″ est | 52021-CLT-0001-01   | L'église Saint-Barthélemy, à l'exclusion de la tour |
| Chapelle Saint-Roch, y compris le mobilier immeuble par destination |                                    | Rue Saint-Roch | Fleurus           | 50° 29′ 01″ nord, 4° 32′ 30″ est | 52021-CLT-0002-01   | Image manquanteTéléverser                           |